# El Doctor, la viuda y el armario
El Doctor, la viuda y el armario (The Doctor, the Widow and the Wardrobe) es un episodio especial navideño de la serie británica de ciencia ficción Doctor Who, emitido originalmente el 25 de diciembre de 2011.

## Argumento
Durante la Navidad de 1938, el Doctor está en una nave alienígena en la órbita de la Tierra a punto de estallar. Logra escapar de la nave y cae a la Tierra, mientras se pone lo más rápido que puede un traje anti-impactos, aunque en su prisa, se pone el casco del revés. Al caer a la Tierra, le encuentra Madge Arwell, esposa de Reg y madre de dos niños, Lily y Cyril, y le ayuda a encontrar la TARDIS, prometiéndole el Doctor compensarla por su amabilidad. Tres años más tarde, durante la Segunda Guerra Mundial, Reg desaparece en acción cuando el bombardero Lancaster que él pilotaba desapareció al sobrevolar el canal de Inglaterra. Madge recibe la noticia por telegrama justo en la víspera de Navidad, pero decide no contárselo a sus hijos, esperando mantener su alegría al menos durante las vacaciones. Madge y los niños huyen de Londres a la casa de un familiar en Dorset, donde les recibe el Doctor, llamándose a sí mismo "el cuidador". Madge no le reconoce de su anterior encuentro, ya que entonces la cara la tapaba el casco del revés.
El Doctor ha preparado la casa específicamente para los niños y las vacaciones, y aunque los niños están encantados, Madge en privado le habla de la muerte de Reg al Doctor y le insiste en que no se exceda con ellos. En la primera noche, Cyril no resiste la tentación de abrir un enorme regalo bajo el árbol de Navidad, donde hay un portal temporal que dirige a un bosque cubierto de nieve. El Doctor descubre pronto la ausencia de Cyril y le sigue con Lily. Los dos le siguen la pista hasta una extraña estructura con aspecto de faro. Madge, que encuentra que sus hijos han desaparecido, pronto les sigue hasta el bosque, pero la encuentran tres mineros con trajes espaciales procedentes de Androzani Mayor. A punta de pistola, se la llevan hasta la excavadora, donde le dicen que el bosque en el que están pronto será cubierto por una lluvia ácida en cuestión de minutos, matando cualquier cosa que haya allí. En el faro, Cyril encuentra una criatura humanoide hecha de madera, que le pone una banda metálica en la cabeza a modo de corona. Lily y el Doctor llegan, seguidos por otra criatura de madera, y descubren que las criaturas han rechazado a Cyril porque es "débil", y lo mismo hacen con el Doctor, que concluye que las fuerzas vitales de los árboles están intentando escapar a través de una criatura viviente, con la corona actuando de interfaz.
Los mineros se marchan en teletransporte antes de que comience la lluvia, después de ayudar a Madge a localizar dónde están sus hijos. Madge, usando el escaso conocimiento de vuelo que aprendió de Reg, dirige la excavadora hasta el faro, y se reúne con sus hijos justo cuando comienza la lluvia. Las criaturas de madera la identifican como "fuerte", y el Doctor se da cuenta de que la consideran como la "nave madre", capaz de llevar la fuerza vital a un lugar seguro. Al ponerse la banda, Madge absorbe la fuerza vital del bosque, logran dirigir la parte superior del faro como módulo de escape lejos de la lluvia ácida, entrando en el Vórtice del Tiempo. Para llevarles a casa, el Doctor le da instrucciones de que piense en sus recuerdos de casa, permitiendo a Madge recordar los momentos felices con Reg, que se muestran en las pantallas del módulo. El Doctor la urge a mostrarlo todo, incluso la muerte de Reg, revelando la verdad a sus hijos. Pronto, el módulo abandona con seguridad el Vórtice del Tiempo, aterrizando justo en el exterior de la cada en Dorset, mientras que la fuerza vital del bosque se convierte en criaturas etéreas dentro del Vórtice del Tiempo. El Doctor se aleja mientras Madge comienza a explicarle a sus hijos la muerte de su padre, pero entonces regresa a interrumpirla para pedirla que salga fuera. Allí está Reg y su avión: había seguido la luz brillante del módulo de escape hasta el Vórtice del Tiempo, y había salido con seguridad junto a él en Dorset. La familia tiene una emotiva reunión ante los ojos del Doctor.
Mientras Madge y su familia van a celebrar la Navidad, el Doctor intenta escaparse, pero Madge le pilla, y al ver la TARDIS se da cuenta de que es el hombre del traje espacial de hace tres años. Insiste en que se quede a la cena de Navidad, pero cuando el Doctor le dice que otros amigos suyos piensan que está muerto, Madge le convence de que vaya a verlos en Navidad. El Doctor le ofrece a Madge su ayuda si alguna vez le necesita, y se marcha en la TARDIS. Después, aparece en el exterior de la casa de Amy y Rory, dos años después de su último encuentro (La boda de River Song). Le invitan a quedarse a cenar, ya que Amy tenía la costumbre de preparar un sitio en la mesa para él, lo que provoca que el Doctor experimente él mismo la emoción humana de las lágrimas de alegría.

### Continuidad
Los tres trabajadores del planeta vienen de Androzani Mayor, que apareció en The Caves of Androzani (1984). El Doctor menciona el bosque de Cheem, que apareció en el episodio del Noveno Doctor El fin del mundo.

## Producción

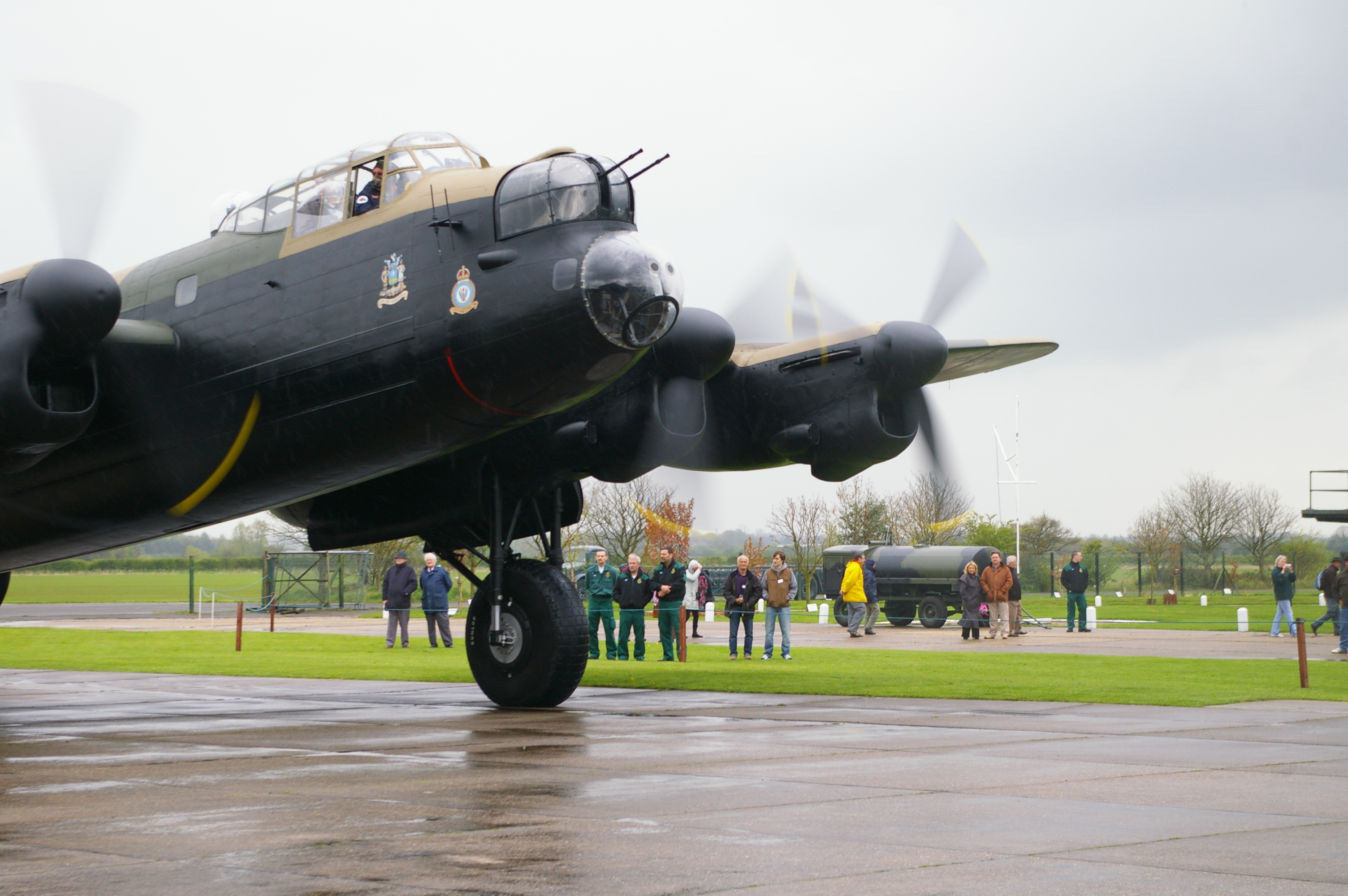
El bombardero Lancaster Just Jane preservado en el Lincolnshire Aviation Heritage Centre's que se usó en el programa